# Великі Внегощі
Великі Внегощі (рос. Большие Внегощи) — присілок в Спас-Деменському районі Калузької області Російської Федерації.
Населення становить 15 осіб. Входить до складу муніципального утворення Присілок Теплово.

## Історія
Від 2004 року входить до складу муніципального утворення Присілок Теплово

## Населення
| 2002 | 2007 | 2010 |
| ---- | ---- | ---- |
| 20   | ↘17  | ↘15  |